# Conops rufitarsis
Conops rufitarsis är en tvåvingeart som beskrevs av Krober 1930. Conops rufitarsis ingår i släktet Conops och familjen stekelflugor. Inga underarter finns listade i Catalogue of Life.